# 曹大元
曹大元（そう たいげん、ツァオ・ダーユエン、 1962年1月26日 - ）は、中華人民共和国の囲碁棋士。上海市出身、中国囲棋協会所属、九段。世界アマチュア囲碁選手権戦の他、全国囲棋個人戦など中国国内棋戦優勝多数の他、テレビ囲碁アジア選手権戦 準優勝など。妻は囲碁棋士の楊暉。

## 経歴
11歳で碁を覚え、17歳で集中訓練隊に入る。1981年に新体育杯戦で聶衛平に挑戦し、0-3で敗れる。1982年に世界アマチュア囲碁選手権戦で優勝。同年六段に認定される。1986年、新体育杯戦に優勝。同年九段。1994年、全国囲棋個人戦優勝など、1990年代に馬暁春らと覇を競った。1994年の日中スーパー囲碁では3人抜きし、日本の主将加藤正夫を破って中国勝利をもたらした。
中国棋士ランキングでは、1999年4月10位。

### タイトル歴
- 新体育杯戦 1986年
- 全国囲棋個人戦 1994年
- 覇王戦 1995年
- NEC杯囲棋戦 1996年
- CCTV杯中国囲棋電視快棋戦 1996、98年
- 宝勝電線杯 1996年
- 郵政政蓄杯 1996年

## その他の棋歴
国際棋戦
- テレビ囲碁アジア選手権戦 準優勝 1991年
- 世界囲碁選手権富士通杯 ベスト8 1995年
- 三星火災杯世界オープン戦 ベスト8 2003年
- 日中スーパー囲碁
  - 1985年 0-1（×小林光一）
  - 1986年 0-1（×小林覚）
  - 1987年 0-1（×山城宏）
  - 1994年 3-0（○山城宏、○片岡聡、○加藤正夫）
  - 1996年 0-1（×大竹英雄）
- 真露杯SBS世界囲碁最強戦
  - 1993年 3-1 （○依田紀基、○張秀英、○淡路修三、×李昌鎬）
  - 1994年 0-1 （×山城宏）
  - 1995年 1-1 （○宮沢吾朗、×李昌鎬）
  - 1996年 2-1 （○劉昌赫、○依田紀基、×李昌鎬）
  - 1997年 0-1 （×徐奉洙）
- ロッテ杯中韓囲碁対抗戦
  - 1994年 1-1（○林宣根、×崔珪昞）
  - 1995年 2-0（○劉昌赫、○姜勲）
  - 1996年 0-2（×李聖宰、×劉昌赫）

国内棋戦
- 新体育杯戦 挑戦者 1981、85、90年
- 国手戦 挑戦者 1984年
- CCTV杯中国囲棋電視快棋戦 準優勝 1988、91年
- 名人戦 挑戦者 1993年
- 棋王戦 挑戦者 1994年
- 十強戦 準優勝 1994年
- 五牛杯王位戦 準優勝 1995年
- NEC杯囲棋戦 準優勝 1997、98年
- 棋戦戦 九段戦優勝 2000年
- 中国囲棋甲級リーグ戦
  - 2000年（福建紅古田）9-8
  - 2001年（福建紅古田）12-6
  - 2002年（福建紅七匹狼）8-13
  - 2003年（山東魯抗晩）6-10
  - 2004年（山東魯抗）1-8
  - 2005年からは山東チーム（山東魯抗医薬、山東中国網通）の監督を務める